# Dinesh Priyantha
Herath Mudiyansalage Dinesh Priyantha (15 de julio de 1986) es un deportista esrilanqués que compite en atletismo adaptado. Ganó dos medallas en los Juegos Paralímpicos de Verano, bronce en Río de Janeiro 2016 y oro en Tokio 2020.

## Palmarés internacional
| Juegos Paralímpicos | Juegos Paralímpicos     | Juegos Paralímpicos | Juegos Paralímpicos |
| Año                 | Lugar                   | Medalla             | Prueba              |
| ------------------- | ----------------------- | ------------------- | ------------------- |
| 2016                | Río de Janeiro (Brasil) | Medalla de bronce   | Jabalina F46        |
| 2020                | Tokio (Japón)           | Medalla de oro      | Jabalina F46        |